# Série de championnat de la Ligue nationale de baseball 2013

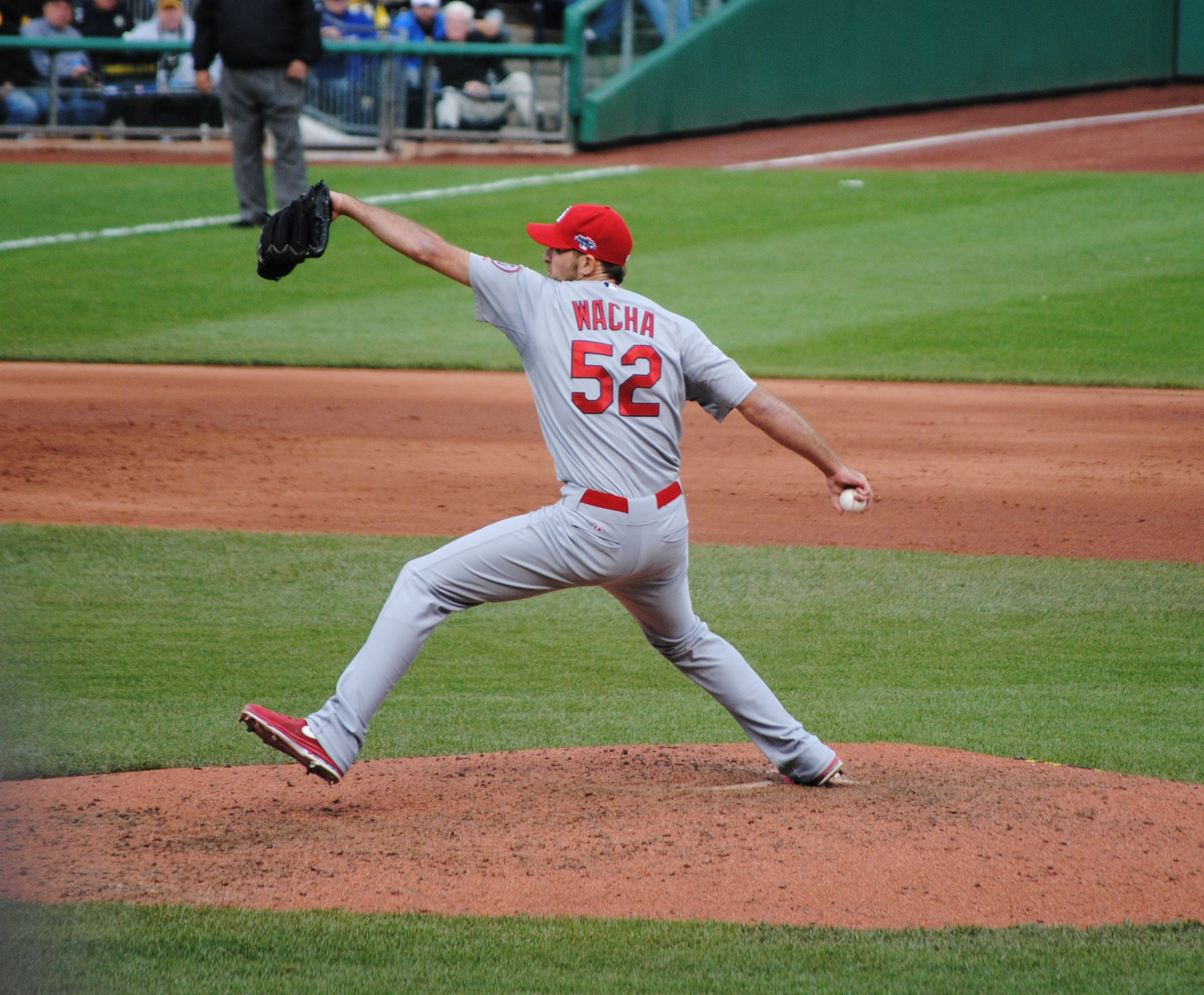
La recrue Michael Wacha, des Cardinals de Saint-Louis, est le joueur par excellence de la Série de championnat 2013.

La Série de championnat de la Ligue nationale de baseball 2013 est la 44e série finale de la Ligue nationale de baseball, dont l'issue a déterminé le représentant de cette ligue à la Série mondiale 2013, la grande finale des Ligues majeures de baseball. 
Cette série au meilleur de sept parties débute le vendredi 11 octobre 2013 et se termine le vendredi 18 octobre par une victoire des Cardinals de Saint-Louis, 4 matchs à 2, sur les Dodgers de Los Angeles.

## Équipes en présence
Les Cardinals de Saint-Louis possèdent en 2013 la meilleure fiche victoires-défaites de la Ligue nationale en saison régulière, ainsi que la meilleure du baseball majeur à égalité avec les Red Sox de Boston de la Ligue américaine. Le club de Saint-Louis remporte 97 victoires contre 65 défaites, soit 9 matchs gagnés de plus qu'en 2012. Ils décrochent le championnat de la division Centrale de leur ligue avec 3 matchs d'avance sur les Pirates de Pittsburgh. Pour les Cardinals, il s'agit d'une troisième présence en éliminatoires en trois saisons et d'un premier titre de division depuis 2009. En Séries de divisions 2013 de la Ligue nationale, ils laissent les Pirates de Pittsburgh prendre les devants 2-1 dans l'affrontement entre les deux équipes mais remportent finalement les honneurs de la série dans la limite de 5 matchs pour accéder à leur 3e Série de championnat en 3 ans. 
Les Dodgers de Los Angeles traversent difficilement les premières semaines de la saison 2013. Ils présentent une fiche perdante du 1er mai au 9 juillet avant de renverser la vapeur avec la meilleure séquence de 50 parties réalisée par n'importe quel club depuis 7 décennies. Gagnant de 42 rencontres au cours d'une période qui culmine par 10 victoires de suite le 17 août, les Dodgers s'installent au premier rang de la division Ouest de la Ligue nationale pour ensuite remporter leur premier titre de section et décrocher leur première place en éliminatoires depuis 2009. Avec 92 gains contre 70 revers, ils signent leur meilleure saison depuis 2009 et terminent l'année 11 matchs devant leurs plus proches poursuivants, les Diamondbacks de l'Arizona. En Séries de divisions 2013, les Dodgers envoient deux fois leur as Clayton Kershaw comme lanceur partant face aux Braves d'Atlanta et éliminent leurs adversaires trois parties à une.
Les Cardinals et les Dodgers s'affrontent pour la 4e fois en séries éliminatoires et la première fois depuis 1985 en Série de championnat de la Ligue nationale. Saint-Louis avait battu Los Angeles 4 matchs à 2 dans la Série de championnat 1985. En 2004, les Cardinals avait triomphé 3-1 des Dodgers en Série de divisions. Enfin, les Dodgers avait savouré leur premier succès en éliminant Saint-Louis en 3 parties consécutives dans la Série de divisions 2009. En saison régulière 2013, les deux clubs se sont affrontés 7 fois et les Dodgers ont remporté 4 de ces matchs.

## Déroulement de la série

### Calendrier des rencontres
La première équipe à remporter quatre victoires est sacrée championne de la Ligue nationale et la représente en Série mondiale 2013. 
| Match | Date       | Visiteur                 | Hôte                     | Score              |
| ----- | ---------- | ------------------------ | ------------------------ | ------------------ |
| 1     | 11 octobre | Dodgers de Los Angeles   | Cardinals de Saint-Louis | 2 - 3 (13 manches) |
| 2     | 12 octobre | Dodgers de Los Angeles   | Cardinals de Saint-Louis | 0 - 1              |
| 3     | 14 octobre | Cardinals de Saint-Louis | Dodgers de Los Angeles   | 0 - 3              |
| 4     | 15 octobre | Cardinals de Saint-Louis | Dodgers de Los Angeles   | 4 - 2              |
| 5     | 16 octobre | Cardinals de Saint-Louis | Dodgers de Los Angeles   | 4 - 6              |
| 6     | 18 octobre | Dodgers de Los Angeles   | Cardinals de Saint-Louis | 0 - 9              |

### Match 1
Vendredi 11 octobre 2013 au Busch Stadium, Saint-Louis, Missouri.
| Dodgers de Los Angeles                                                                                   | 0 | 0 | 2 | 0 | 0 | 0 | 0 | 0 | 0 | 0 | 0 | 0 | 0 | 2 | 9 | 0 |
| Cardinals de Saint-Louis                                                                                 | 0 | 0 | 2 | 0 | 0 | 0 | 0 | 0 | 0 | 0 | 0 | 0 | 1 | 3 | 7 | 0 |
| Lanceurs partants : LA : Zack Greinke STL : Joe Kelly Vic. : Lance Lynn (1-0) Déf. : Chris Withrow (0-1) |   |   |   |   |   |   |   |   |   |   |   |   |   |   |   |   |

Dans le premier match des éliminatoires 2013 à se rendre en manches supplémentaires, les Cardinals prennent une avance de 1-0 dans la série en triomphant des Dodgers, 3 à 2. Carlos Beltrán continue ses exploits d'octobre avec un double qui fait marquer deux coéquipiers en fin de 3e manche. Il pousse au marbre le lanceur partant de Saint-Louis, Joe Kelly, auteur d'un simple après deux retraits, et Matt Carpenter, au premier but sur un but-sur-balles alloué par Zack Greinke. Six lanceurs suivent Kelly au monticule pour les Cardinals, et les Dodgers sont blanchis pendant 10 manches de suite. En fin de 13e manche, Daniel Descalso frappe un coup sûr et marque le point gagnant sur un simple de Beltrán. Juan Uribe fait compter les seuls points des perdants en début de 3e manche.

### Match 2
Samedi 12 octobre 2013 au Busch Stadium, Saint-Louis, Missouri.
| Dodgers de Los Angeles | 0 | 0 | 0 | 0 | 0 | 0 | 0 | 0 | 0 | 0 | 5 | 0 |
| Cardinals de Saint-Louis | 0 | 0 | 0 | 0 | 1 | 0 | 0 | 0 | 0 | 1 | 2 | 1 |
| Lanceurs partants : LA : Clayton Kershaw STL : Michael Wacha Vic. : Michael Wacha (1-0) Déf. : Clayton Kershaw (0-1) Sauv. : Trevor Rosenthal (1) |   |   |   |   |   |   |   |   |   |   |   |   |

Impressionnant au monticule dans le 4e match de la Série de division contre Pittsburgh, le lanceur recrue des Cardinals, Michael Wacha, livre une autre brillante performance alors qu'il blanchit les Dodgers en 6 manches et deux tiers de travail. L'as lanceur des Dodgers, Clayton Kershaw, donne peu de chances à l'adversaire mais un double de David Freese suivi d'une balle passée du receveur A. J. Ellis et d'un ballon sacrifice de Jon Jay en 5e manche mènent au seul point du match. L'offensive des Dodgers continue d'en arracher contre les lanceurs des Cardinals. Après n'avoir obtenu qu'un coup sûr en 10 avec des coureurs en position de marquer dans le premier match de la série, les frappeurs de l'équipe sont cette fois 0 en 6 dans les mêmes circonstances et le club n'a pas compté un point en 19 manches consécutives.

### Match 3
Lundi 14 octobre 2013 au Dodger Stadium, Los Angeles, Californie.
| Cardinals de Saint-Louis | 0 | 0 | 0 | 0 | 0 | 0 | 0 | 0 | 0 | 0 | 4 | 0 |
| Dodgers de Los Angeles | 0 | 0 | 0 | 2 | 0 | 0 | 0 | 1 | X | 3 | 9 | 0 |
| Lanceurs partants : STL : Adam Wainwright LA : Hyun-jin Ryu Vic. : Hyun-jin Ryu (1-0) Déf. : Adam Wainwright (0-1) Sauv. : Kenley Jansen (1) |   |   |   |   |   |   |   |   |   |   |   |   |

Le lanceur partant des Dodgers, Hyun-jin Ryu, blanchit les Cardinals en 7 manches au monticule pour sa première victoire en carrière en éliminatoires. Il n'accorde qu'un but-sur-balles et 3 coups sûrs. Los Angeles marque deux fois en 4e manche contre le partant Adam Wainwright, victime de doubles de Mark Ellis et Adrian Gonzalez pour un premier point, puis d'un triple de Yasiel Puig pour un second. Hanley Ramírez, qui avait raté le match précédent en raison d'une blessure aux côtes, produit le 3e point des Dodgers à l'aide d'un simple à la 8e manche. La relève pour Los Angeles protège l'avance de 3-0 et Kenley Jansen enregistre le sauvetage.

### Match 4
Mardi 15 octobre 2013 au Dodger Stadium, Los Angeles, Californie.
| Cardinals de Saint-Louis | 0 | 0 | 3 | 0 | 0 | 0 | 1 | 0 | 0 | 4 | 6 | 0 |
| Dodgers de Los Angeles | 0 | 0 | 0 | 2 | 0 | 0 | 0 | 0 | 0 | 2 | 8 | 1 |
| Lanceurs partants : STL : Lance Lynn LA : Ricky Nolasco Vic. : Lance Lynn (2-0) Déf. : Ricky Nolasco (0-1) Sauv. : Trevor Rosenthal (2) HRs : STL : Matt Holliday (1), Shane Robinson (1) |   |   |   |   |   |   |   |   |   |   |   |   |

La longue balle, une tenue impeccable de la relève et la réussite de 3 double jeux contribuent au succès des Cardinals dans le 4e match. En 3e manche, Saint-Louis marque 3 fois. Matt Carpenter cogne un double qui fait compter Daniel Descalso et Matt Holliday frappe aux dépens du lanceur Ricky Nolasco un circuit de deux points très loin au champ gauche, à 426 pieds du marbre. Les Dodgers répliquent avec deux points à la 4e reprise : auteur d'un double, Adrian Gonzalez marque sur un coup sûr de Yasiel Puig, qui lui-même croise le marbre sur le simple d'A. J. Ellis. Mais le partant des Cardinals, Lance Lynn, étouffe la menace en forçant Skip Schumaker à frapper dans un double jeu. 
La balle à double jeu vient de nouveau à la rescousse des Cards en 6e manche lorsque Pete Kozma, amené à l'arrêt-court en cours de match, va loin à sa droite pour amorcer un double retrait sur la balle frappée par Juan Uribe aux dépens de Seth Maness, le releveur de la Ligue nationale qui durant la saison a forcé le plus de doubles jeux en moyenne par manche lancée. Après le départ de Lynn, la relève des Cardinals lance 3 manches et deux tiers sans accorder de point pour abaisser à 1,44 sa moyenne de points mérités collective depuis le début des éliminatoires. 
Shane Robinson cogne un circuit comme frappeur suppléant en 7e pour donner à Saint-Louis une priorité de deux points. En fin de 9e manche, Andre Ethier atteint le premier but pour Los Angeles. Un coureur suppléant n'est pas utilisé pour Ethier, qui joue en dépit d'une blessure à la cheville gauche et freine à quelques pas du joueur de deuxième but Matt Carpenter sur une balle frappée par Puig. Carpenter applique la balle sur le coureur avant de lancer au premier but pour doubler Puig. Trevor Rosenthal retire Juan Uribe pour compléter la manche, enregistrer le sauvetage et amener les Cardinals aux portes de la Série mondiale.

### Match 5
Mercredi 16 octobre 2013 au Dodger Stadium, Los Angeles, Californie.
| Cardinals de Saint-Louis | 0 | 0 | 2 | 0 | 0 | 0 | 0 | 0 | 2 | 4 | 10 | 0 |
| Dodgers de Los Angeles | 0 | 2 | 1 | 0 | 1 | 0 | 1 | 1 | X | 6 | 9  | 0 |
| Lanceurs partants : STL : Joe Kelly LA : Zack Greinke Vic. : Zack Greinke (1-0) Déf. : Joe Kelly (0-1) HRs: LA : Adrian Gonzalez (1, 2), Carl Crawford (1), A. J. Ellis (1) |   |   |   |   |   |   |   |   |   |   |    |   |

Les Dodgers évitent l'élimination et renvoient la série à Saint-Louis en remportant une victoire de 6-4. Incapables de frapper la longue balle dans les 4 premiers matchs, ils claquent 4 circuits dans cette 5e rencontre. Adrian Gonzalez en a deux et les autres sont réussis par Carl Crawford et A. J. Ellis. Le lanceur partant pour Los Angeles, Zack Greinke, éprouve quelques ennuis en début de rencontre mais il se ressaisit en retirant les 13 derniers frappeurs à lui faire face, puis quitte avec 2 points accordés sur 6 coups sûrs en 7 manches lancées. Réputé pour avoir du succès au bâton,, Greinke récolte également un point produit grâce à son coup sûr en 2e manche. Tirant de l'arrière par 4 points, les Cardinals ne s'avouent pas vaincus facilement et profitent d'un jeu laborieux de Yasiel Puig au champ droit pour enchaîner 4 coups sûrs et 2 points en 9e manche. Ils ont le point égalisateur au bâton mais Kenley Jansen retire Adron Chambers sur des prises pour mettre fin au match.

### Match 6
Vendredi 18 octobre 2013 au Busch Stadium, Saint-Louis, Missouri.
| Dodgers de Los Angeles                                                                                               | 0 | 0 | 0 | 0 | 0 | 0 | 0 | 0 | 0 | 0 | 2  | 2 |
| Cardinals de Saint-Louis                                                                                             | 0 | 0 | 4 | 0 | 5 | 0 | 0 | 0 | X | 9 | 13 | 0 |
| Lanceurs partants : LA : Clayton Kershaw STL : Michael Wacha Vic. : Michael Wacha (2-0) Déf. : Clayton Kershaw (0-2) |   |   |   |   |   |   |   |   |   |   |    |   |

L'as lanceur des Dodgers, Clayton Kershaw, effectue sa plus courte sortie de toute l'année 2013. Il accorde 10 coups sûrs et 7 points mérités en seulement 4 manches au monticule. En revanche, Michael Wacha, brillant à son premier départ de la série, blanchit à nouveau Los Angeles avec 7 autres manches sans accorder de point, au cours desquelles il limite l'adversaire à 2 coups sûrs. Saint-Louis frappe 13 coups sûrs dans la victoire de 9-0, 3 d'entre eux étant réussis par Carlos Beltrán, un vétéran qui jouera pour la première fois en Série mondiale. Les Cardinals passent en série finale pour la 4e fois en 10 ans et égalent le record de la Ligue nationale avec 19 présences en Série mondiale, le même nombre que la franchise des Giants de New York-San Francisco.

## Joueur par excellence
Le joueur par excellence de la Série de championnat est Michael Wacha des Cardinals de Saint-Louis. Le lanceur de 22 ans, qui n'avait accordé qu'un point mérité en Série de division face aux Pirates de Pittsburgh, n'accorde aucun point aux Dodgers de Los Angeles en 13 manches et deux tiers lancées. Il limite ses adversaires de la Série de championnat à 7 coups sûrs et enregistre 13 retraits sur des prises contre deux buts-sur-balles, dont un intentionnel. Wacha est le lanceur gagnant des matchs numéro 2 et 6 de cette série, devenant par la fait même la première recrue à débuter et remporter le dernier match d'une Série de championnat de la Ligue nationale depuis Fernando Valenzuela des Dodgers de 1981. Il est la première recrue à gagner le prix du joueur par excellence d'une série éliminatoire depuis Liván Hernández des Marlins de la Floride en 1997 et le plus jeune athlète à être meilleur joueur de la Série de championnat de la Nationale depuis Steve Avery, 21 ans, des Braves d'Atlanta de 1991.